# Democracia Nacional
Democracia Nacional (DN) är ett högerextremt parti i Spanien. Democracia Nacional bildades 1994 av medlemmar från CEDADE och Juntas Españolas. Partiet, som betecknar sig självt som ”socialpatriotiskt”, tillhör Euronat.